# FMSX
fMSX — эмулятор бытовых компьютеров стандарта MSX, с открытым исходным кодом.

## Описание
fMSX создан Маратом Файзулиным, одним из пионеров современной эмуляции компьютеров. Это один из первых эмуляторов платформы MSX, а также один из наиболее переносимых на различные системы. Для обеспечения переносимости кода эмулятор изначально был написан на языке Си, тогда как большинство создателей эмуляторов того времени использовали язык ассемблера, в целях повышения быстродействия кода. Благодаря открытому коду эмулятора, он оказал большое влияние на развитие эмуляции MSX, а его код был использован в основе многих других эмуляторов, в частности paraMSX и blueMSX (в настоящий момент не содержит кода fMSX). Код эмуляции микропроцессора Zilog Z80 из fMSX также был использован во многих эмуляторах различных систем.
Эмулятор доступен для операционных систем Windows, Linux и Android. Версия для Android является коммерческой. Версии для Symbian и MS-DOS являются устаревшими.
Исходный код является открытым, и может свободно использоваться в некоммерческих проектах, при условии упоминания его автора, сайта, и другой информации. Условия коммерческого использования кода не доступны публично, и обсуждаются с автором для каждого конкретного случая отдельно.
В настоящее время эмулятор поддерживает стандарты MSX1, MSX2, MSX2+.

## История
Разработка эмулятора была начата в 1993 году. На тот момент существовало два других эмулятора MSX, доступных только для IBM PC-совместимых компьютеров под управлением MS-DOS. При разработке fMSX изначально планировалось создание эмулятора с переносимым исходным кодом, для использования его на различных компьютерах с различными операционными системами. Начальный этап разработки выполнялся на рабочих станциях DEC Alpha, под управлением Unix. Впоследствии эмулятор был перенесён на другие компьютеры и операционные системы.
Исходный код версии для MS-DOS собирался компилятором Open Watcom C. Эта версия работала в полноэкранном режиме, и использовала защищённый режим процессора, с помощью расширителя DOS DOS/4GW.
Первой версией fMSX для операционной системы Windows 3.1 являлась версия 2.1. До появления версии 3.1 её исходный код собирался компилятором Borland C++ Builder.

Последней доступной версией на текущий момент является версия 5.4.

## Список систем
Благодаря открытому исходному коду, fMSX был портирован на большое количество компьютеров и операционных систем, причём для некоторых из них существует несколько различных версий:
- Acorn (RISC OS)
- Commodore Amiga
- Fujitsu FM Towns
- Macintosh
- MS-DOS
- NEC PC-9801
- NetBSD/HPCMIPS
- OpenVMS
- OS/2
- Sharp X68000
- Sony PlayStation
- Symbian/Nokia Series 60
- Windows
- Xfree86 OS/2